# Анджей Ельжановський
Анджей Ельжановський (пол. Andrzej Elżanowski; нар. 21 січня 1950) — польський палеонтолог і зоолог хребетних, що спеціалізується на філогенії птахів. Разом з Петером Вельнгофером він описав целурозаврового теропода Archaeornithoides у 1992 році. Він також працював над птахами мезозою, особливо Archaeopterygiformes. Він є автором розділу «Archaeopterygidae» у книзі під редакцією Луїса Чіаппе та Лоуренса Вітмера під назвою «Птахи мезозою: над головами динозаврів» (Mesozoic Birds: Above the Heads of Dinosaurs). У 2001 році він визначив, що екземпляр археоптерикса із Зольнгофена представляє новий вид і рід, і придумав для нього нову біноміальну назву — Wellnhoferia grandis.